# Vindicated
"Vindicated" är en sång av Dashboard Confessional, utgiven 2004 på soundtracket till filmen Spider-Man 2. Musikvideon till Vindicated, regisserad av Nigel Dick, visar bandet när de framträder med sången samt med scener från filmen Spider-Man 2. Musikvideon spelar scenerna som när man läser en serietidning, med delar med Spider-Man 2 och vissa med bandet. Sången "Vindicated" finns också med som bonusspår på deras album "Dusk and Summer", utgivet 2006.
Vindicated har också släppts som singel.

## Spårlista
1. "Vindicated"
2. "The Warmth of the Sand"
3. "Hands Down"